# Zamek w Czarnokozińcach
Zamek w Czarnokozińcach – zamek zbudowany w Czarnokozińcach nad rzeką Zbrucz.

## Historia

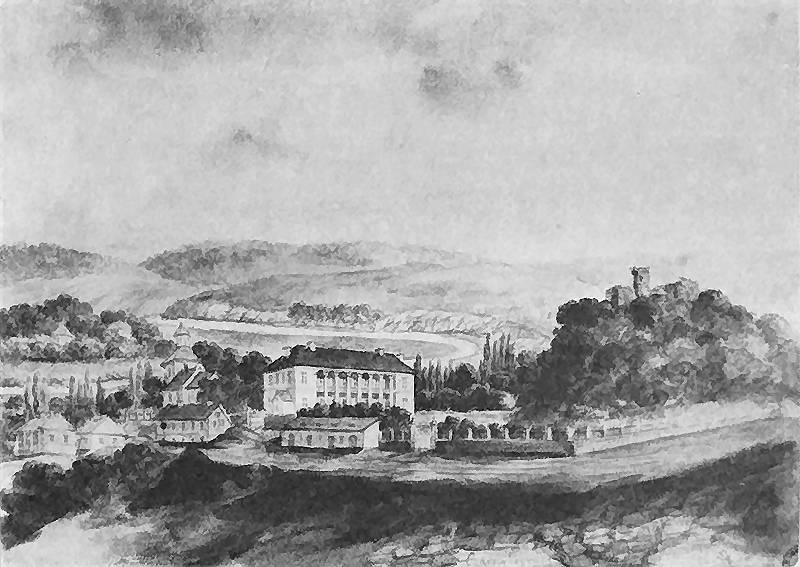
Czarnokozińce

Pierwszy zamek w tym miejscu przypuszczalnie został zbudowany pod koniec XIV lub na początku XV wieku. Od połowy XV do końca XVIII wieku zamek należał do biskupów kamienieckich i pełnił funkcję ich letniej rezydencji. Jesienią 1467 roku na zamku zmarł podczas epidemii biskup kamieniecki. 
Podczas licznych najazdów tatarskich i wołoskich zamek kilkakrotnie był niszczony, ale za każdym razem był odbudowywany. W latach 1502–1513 miały miejsce najazdy tatarskie. Podczas najazdu w 1516 r. zamek został zniszczony. W 1538 r. miał miejsce kolejny najazd, wołoskiego kniazia Piotra, podczas którego zamek nie został zdobyty. Biskup Paweł Piasecki wybudował na szczycie wysokiego wzgórza zamek. W 1672 r., gdy Podole przeszło pod panowanie tureckie, warownię jeszcze przez dwa lata zajmowali Polacy. W 1674 r. Turcy zdobyli i spustoszyli zamek, a załogę wybili. W dniu 7 listopada 1675 roku w Czarnokozińcach odbyła się rada senatu, na której podjęto decyzję o konieczności przeprowadzenia przekładanej koronacji Jana Sobieskiego i zwołaniu sejmu koronacyjnego. Gdy w 1699 r. okoliczne ziemie powróciły formalnie do Rzeczypospolitej, biskupi kamienieccy odzyskali swoją własność i ją odnowili.
W XVIII wieku biskup Stefan Bogusław Rupniewski wzniósł w pobliżu zamku pałac w Czarnokozińcach.

## Architektura
Budowla należała do typowych nadgranicznych fortyfikacji Rzeczypospolitej. Pomimo tego, że zamek nie był własnością królewską a prywatną miał za zadanie bronić ziem i ludności przed napadami. Warownia była wielką budowlą, ustępującą wielkością tylko zamkom w Kamieńcu i w Żwańcu, zbudowana na planie czworoboku z dwoma dziedzińcami oraz z czterema okrągłymi basztami, wzmacniającymi obronność twierdzy. Dłuższe boki zamku miały po 80 m natomiast krótsze 50 i 65 m. Na środku dziedzińca stał dwukondygnacyjny budynek mieszkalny sięgający swoimi bokami do obwodowych murów obronnych.
Z zamku pozostała część baszty strażniczej i fundamenty budynku mieszkalnego.